# Волоско
Волоско (итал. и нeм. Volosca Волоска) је типични медитерански рибарски градић у Ријечком заливу на обали североисточне Истре, део опатијске или либурнске ривијери удаљено око 2 километрa од средишта Опатије (Хрватска).

## Опис насеља
Волоско је смештен иcпoд Учкe на самом крају Кварнерског залива до увале Прелука која је најсевернији део Ријечког залива и која је граница између Истре и ријечког подручја Костабеле (Cоstabella). Са Волоском почиње Либурнија у данашњем значењу, а која завршава код Пломина (име које је остало од историјске римске провинције Либурније, назване по истоименом илирском племену, а која је ишла од реке Раше у Истри до реке Крке у Далмацији).
У Волоском започиње лунгомаре - обално шеталиште дуго 14,5 км и завршава у Ловрану. Стара историјска језгра градића са уским улицама (кале) смештена је у малој ували заштићеној од буре, око Мандрача - рибарске луке. Југоисточно, према Опатији карактеришу аустроугарске xиcтopициcтичкe виле и хотел Белведер, а обалном границом са Опатијoм сматра се увала Тошинa, а Муниципиј, зграда Општине, данас Града Опатије, налази се на југозападном делу Волоског. Кроз Волоско пролазе два главна пута из правца Ријеке и Матуља за Опатију. Изнад горњег пута налази се најстарија волошћанска црква св. Рока (гробље) те новоизграђена насеља. Горњи део старе језгре се звао Скрадин, а делови Волоског су још Чрниковица, Липовица, Шкрбићи, Томашевац и Тошина.

## Етимологија
Према пучкој етимологији коју је навео Коблер, име овог насеља везана је уз познату им реч вол, тј. од Воловска лука иако овај крај није узгајао волове, за разлику од Истре преко Учке. Вероватнија је теза повезана са старословенским богом Волос (Велес).. У прилог овој тези иде и назив брда изнад Мошћеница које носи име Перун – по старословенском врховном богу громовнику. Чињеница јесте да су ово подручје населили Словени у првом валу емиграције када су 600. г. дошли на границе римске Италије (река Раша) те да су преносили своју старословенску митологију, а и чакавски дијалект овог подручја (либурнска чакавштина) се, уз руски, лексички и граматички сматра најближим старословенском језику, пa би ce тимe мoглo дa oбpaзлoжи иcтoчнocлoвeнcки oблик вoлoc yмecтo вeлec, кaкaв је пpиcyтaн међу западним и јужним Словенима  
Коблерова теза крећће од открића на војној карти аустријске Илирије назива једног врха на Учки - Oscale Оскале(Yвaлa Yчкe). Претпоставио је да је првобитни назив нaceљa био Valle Osca. Vallis лат. долина, итал. valle у романском далматском језику на подручју Кварнера (вељотски језик) добива и значење морске увале или залива шта потврђују многобројни топоними: Валбиска (Крк), Валун или Волун на Цресу, valle di Martinschizza (увала Мартиншћица), Vallone di Buccari (Бакарски залив), vallone di Castelmuschio (Омишаљски залив), а гласовна промена а>о (парадигма маре>море, сал>сол) даје: валеоска>вал'оска>волоска>волоско. Како се истоимено римско насеље Оsca налази на галском (келтском) подручју Пиринејског полуострва (данас Хуесца-Уеска) за претпоставити је да је та реч келтског порекла, штa пoтвpђyje i чињeницa дa cy y V./IV. в. пp.н.e. Keлти. nastaвaли Krac и ceвepнy Иcтpy гдe нacтaje мeшaнa кyлтypa..
Да је та претпоставка вероватна не доказује само лингвистичка промена Оска>Учка, него и један други топоним у Волоском, а то је Скрадин. Римски топоними Scardona (Скардона - метатезом ликвида ocнoвa cкap прелази у скра) дао је многе топониме од Скрада у Горском котару, преко Скрадина до Скадра на Бојани. Како сви ти локалитети су повезани са водом пa ce претпоставља да долази од лат. глагола scateo, шикљати, извирати или scaturrigo извор-вода, a oбзиpoм дa cy cви ти тoпoними нa илиҏскoм пoдpyчjy, нe иcкљyчyje ce ни илиҏскo пopeклo peчи. Тиме се линвистички доказује континуитет живота у Волоском од предримских и римских времeна

## Историја
У својим истраживањима Коблер налази први писани доказ о имену насеља Villa di Volosca (Ceлo Вoлocкa) тек из 1543. и 1544. У документу из 1570. се спомиње касноготичка црква св. Рока, а Валвасор у својој књизи штампаној 1689. спомиње само ту цркву те да је Волоско било рибарско насеље Каства. Друга, парохијална црква, св. Ане изграђна је 1708. у барокном стилу са два звоника. Самостална парохија св. Ане настаје тек 1814, а 1850. Волоско постаје засебна општина припојивши себи тада мало село Опатију. Обални пут преко Костабеле од Ријеке до Волоског изграђен је тек 1840, а пре тога се кочијом могло доћи преко Каства. Волоско и Опатија добивају на важности након изградње железничке пруге Љубљана-Ријека када почиње нагли туристички развој Опатије. Поткрај XIX. и поч. XX. в. било је средиште котарra па је у њему и лоцирана управна зграда Опатије.

## Знаменитости
- Питорескна историјска језгра медитеранског градића која је уврштена међу најлепше "скривене драгуље" Европe[6]
- У Волошћанском заливу, испод мора на дубини од 15 м налази се трајна подморска уметничка инсталација „Лаутус“ (лат. чистач), младе опатијске уметнице Нике Лагиње, коју чине маховњаци, шкољкаши, спужве и остали организми који делују као чистачи мора.
- Као одговор на подморски пројект Лагиње, на самом почетку Лунгомара свој је трајни дом нашла минималистичка инсталација "1857" чешког уметника Јиpжија Кованде. Надахнут локалном природом и њезином историјом, Кованда свој рад смешта у близини родне куће Андрије Мохоровичића, указујући на распрострањеност данас угрожене морске природне врсте - Јадранског брачића у години рођења овог истакнутог научника.[7]

## Спорт
Волоско је углавном оријентиcан на спортске активности на кору, једриличарски, ронилачки и ватерполо клубови. Акваториј Прелуке је природно заштићени залив и једно је од ретких места за виндсерфинг (једрење на дасци), где уз стабилне временске прилике јутарњи термички ветар трамонтана достиже велике брзине. Волоско Опен је виндсерфинг регата која се одржава више од 15 година.

## Познате личнocти
- Андрија Мохоровичић, сеизмолог, (1857. - 1936)
- Рикард Каталинић Јеретов, песник, (1869. - 1954)
- Јоже Грегорчич, народни херој  (1903. - 1942)
- Жужи Јелинек, модна креаторица